# Константиново (усадьба)
Константиново — подмосковная вотчина князей Ромодановских на высоком берегу реки Рожайки, в XIX—XX вв. принадлежавшая ряду дворян средней руки. Расположена в бывшем селе Константиново, ныне в границах городского округа Домодедово.

## История
Князья Ромодановские владели Константиновской вотчиной с конца XVII по начало XVIII в. На средства князя Юрия Ивановича в 1670-е гг. строится небольшой вотчинный храм Смоленской Богоматери. В августе 1683 г. два дня гостил в Константиновском у его сына Фёдора 10-летний царь Пётр Алексеевич.
После смерти последнего из Ромодановских поместье унаследовала его дочь Екатерина Ивановна, в замужестве графиня Головкина. Затем до 1820 года имением владел статский советник Ростислав Татищев (1742—1820), внук и наследник знаменитого историка. Впрочем, для своего летнего проживания он выбрал не Константиново, а Воробьёво.
Сохранившиеся здания были построены в 1820-е гг., когда заброшенная усадьба была реконструирована внуком Татищева, статским советником И. Ф. Похвисневым. В своём поместье он устроил первую в Подмосковье бумагопрядильную фабрику. В 1882 г. Константиново приобрела Софья Андреевна Пржевальская, частым гостем дома был её деверь Николай Михайлович Пржевальский, путешественник по Средней Азии.

## Архитектура
Константиново — характерный пример подмосковного имения средней руки без парадного двора и особых претензий на аристократизм. В 1930-е гг. А. Н. Греч вспоминал его дореволюционный облик:
Шесть колонн тосканского ордера, над ними мезонин с треугольным фронтоном. Под портиком терраса с далёким видом. Внизу под откосом — луг, слева — один из спадающих террасами прудов, осенённый ивами, за ним деревенские дома и ампирная розовая церковь с колокольней. Дальше за рекой песчаный подъем, дорога, вступающая в дальний лес. Дорога, усыпанная песком, обегала вокруг газона с клумбами нежно-розовых гвоздик Malmaison и беломраморной фигурой Помоны в центре. В углу сада в тени кленов стоит круглая беседка-ротонда под куполом на ступенчатом основании; по белокаменным столбам ложатся сине-лиловые тени.
Непритязательный кирпичный усадебный дом времён позднего классицизма сохранился до нашего времени. Он стоит на белокаменных сводчатых подвалах и увенчан крупным мезонином с боковыми антресолями. Отделка фасадов отличается скупостью. Со стороны парка имеется тосканская колоннада, а над ней — балкон. Декоративные детали выделяются белизной на бледно-лазурной поверхности стен. Дореволюционные интерьеры дома известны по описанию Греча:
Главный зал во всю ширину дома, сдвинутый влево с оси его, нарядно разделяли четыре колонны коринфского ордера на две части — столовую и гостиную. Только между столбами колонн остались прелестные белые обои с цветочками начала прошлого века и стильная бронзовая люстра обручем. Слева шли передняя с лестницей, проходная, узкая диванная во вкусе 1850-х годов, устроенная под нависающим маршем лестницы, и угловая с книжными шкафами красного дерева, роялем и старомодными креслами. По другую сторону зала — боскетная со старинным фарфором на этажерках и полочках, кабинет с какой-то пожелтевшей итальянской картиной, буфетная, комнаты для приезжающих. Наверху, в мезонине — спальни.
Одновременно с постройкой главного дома в 1825-27 гг. была проведена реконструкция Смоленской церкви, которая приобрела черты провинциального ампира. Над четвериком была надстроена купольная ротонда, алтарь и приделы были заметно расширены.

## Сохранность
В советское время были утрачены каменный монумент, конный двор, хозяйственные постройки, оранжереи. В начале 1990-х гг. разрушена круглая беседка тосканского ордера.
Константиновский парк застроен гаражами и замусорен, частью вырублен. Правда, ещё можно видеть живописные каскадные пруды, устроенные прежними владельцами на реке Рожай.
Здание церкви в советское время принадлежало местной фабрике игрушек. В 2004 году над куполом полуразрушенной звонницы был водружен крест, начались службы.
Здание усадьбы превращено в детский хоспис и восстановлено.